# مقاطعة بركس (بنسلفانيا)
مقاطعة بركس (بالإنجليزية: Berks County, Pennsylvania)‏ هي إحدى مقاطعات ولاية بنسلفانيا في الولايات المتحدة. بلغ عدد سكانها 413491 نسمة في عام 2010 حسب إحصاء مكتب تعداد الولايات المتحدة.

## أعلام
- ويليام ايمانويل ريتشاردسون
- إبراهام لينكولن
- توماس موريس
- جاك كوغينز